# Josip Müller
Josip Müller (Trebinje, 3. travnja 1883. – ?, srpanj 1945.) bio je hrvatski katolički svećenik iz reda isusovaca i mučenik.

## Životopis
Rođen je u Trebinju 3. travnja 1883. godine. Njegov otac Ivan Müller potječe iz Cheba (Egera) u Češkoj, a majka Terezija rođ. Žagar iz sela Černuča blizu Ljubljane. U Trebinje su došli za vrijeme austrugarske uprave. Prva dva razreda završio je u Trebinju, a zatim odazi u Senj gddje završava druga dva razreda osnovne škole.
Od 1894. pohađao je senjsku gimnaziju. Nakon mature 1902. odslužio je vojnu službu u Beču. Nakon toga je upisao pravni fakultet. Godine 1904. se vraća iz Beča u Senj te se priajvljuje u bogosloviju. Biskup ga je zatim poslao na studij u Zagreb te kasnije i Senj.
Za većenika ga je zaredio biskup Roko Vučić u senjskoj katedrali 2. veljače 1908. godine. Službovao je kao kapelan u Senju imajući na brizi crkvu Sv. Križa. Zatim je imenovan kancelistom pa protokolistom i arhivarom u biskupskoj kancelariji. Dana 25. srpnja 1913. dobio je otpusnicu iz biskupije kako bi pristupio u Družbu Isusovu. U isusovački u novicijat u Zagrebu stupio je 31. srpnja 1913. godine. Za vrijeme Prvog svjetskog rata djelovao je kao vojni kapelan.
Od 1918. do 1920. doškolovavao se u Sarajevu. Zatim je od 1922. do 1924. dopunjavao teološki studij u Valkenburgu u Nizozemskoj. Od 1926. djeluje u Zagrebu u Bazilici Srca Isusova. Zatim je djelovao pastoralno u zatvoru Sudbenoga stola. U to je vrijeme bio inicijator gradnje crkve Majke Božje Sljemenske Kraljice Hrvata.
Ujesen 1937. odlazi u Sarajevo kao prefekt bogoslova, profesor crkvenoga govorništva, istočnoga bogoslovlja i sociologije. Ujesen 1940. premješten je u Osijek te naredne godine u Zagreb.
Za vrijeme Drugog svjetskog rata spasio je više komunista osuđenih na smrt. Uuhićen je u noći s 2. na 3. srpnja. Optužen je jer je bio duhovnik u zatvoru za vrijeme NDH te osuđen na smrt strijelanjem na namještenom sudskom postupku.

### Članci
- Miklobušec, Valentin. 2014. Od Trebinja do stratišta. O. Josip Müller DI (1883.–1945.). Obnovljeni život. 69 (2): 193–219